# Бабичко
Бабичко (на сръбски: Бабичко, Babičko) е село в Югоизточна Сърбия, Ябланишки окръг, Град Лесковац. Землището му заема площ от 18,84 км2.

## Население
Според преброяването на населението от 2011 г. селото има 355 жители.

### Етнически състав
Данните за етническия състав на населението са от преброяването през 2002 г.
- сърби – 514 жители
- хървати – 1 жител

### Демографско развитие
- Графика 1. Промени в броя на жителите. Обхваща периода (1948-2011 г.)[4][5]